# Little Chalfont
Little Chalfont är en ort och civil parish i Storbritannien.   Den ligger i kommunen Buckinghamshire och riksdelen England, i den södra delen av landet, 40 km nordväst om huvudstaden London. Little Chalfont ligger 133 meter över havet och antalet invånare är 4 497.
Terrängen runt Little Chalfont är platt. Runt Little Chalfont är det tätbefolkat, med 459 invånare per kvadratkilometer. Närmaste större samhälle är Slough, 17,7 km söder om Little Chalfont. Trakten runt Little Chalfont består till största delen av jordbruksmark.